# Caro (Pyrénées-Atlantiques)
Caro (französisch auch Çaro; baskisch Zaro) ist eine französische Gemeinde mit 174 Einwohnern (Stand 1. Januar 2022) im Département Pyrénées-Atlantiques in der Region Nouvelle-Aquitaine (vor 2016: Aquitanien). Die Gemeinde gehört zum Arrondissement Bayonne und zum Kanton Montagne Basque (bis 2015: Kanton Saint-Jean-Pied-de-Port). Die Einwohner werden entsprechend zaroar genannt.

## Geographie
Caro liegt ca. 55 km südöstlich von Bayonne und wenige Kilometer südöstlich von Saint-Jean-Pied-de-Port in der Region Pays de Cize in der historischen Provinz Nieder-Navarra im französischen Teil des Baskenlands.
Umgeben wird der Ort von den Nachbargemeinden:
| Saint-Jean-Pied-de-Port |                                             | Saint-Jean-le-Vieux |
|                         | Kompassrose, die auf Nachbargemeinden zeigt |                     |
|                         | Saint-Michel                                | Aincille            |

Caro liegt im Einzugsgebiet des Flusses Adour. Ein linker Nebenfluss des Adour, die Nive, und einer ihrer Zuflüsse, der Urtchipia, durchströmen das Gemeindegebiet.

## Geschichte
Die Ortskirche Saint-Martin von Caro wurde 1251 erstmals erwähnt. Weitere Toponyme und Erwähnungen der Gemeinde waren in der Folge Çaro (1292), Sanctus Vincentius et Sanctus Martinus de Çaro (1335, Urkunden aus Bayonne), Charo (1525, Urkunden der Rechnungskammer von Navarra) und Saro (1703, Inspektionen des Bistums Bayonne).
Paul Raymond, Archivar und Historiker des 19. Jahrhunderts, bemerkte, dass Çaro zur Pfarrgemeinde von Saint-Michel gehörte und dass es eine weltliche Pilgerherberge zur Aufnahme von Pilgern auf dem Jakobsweg nach Santiago de Compostela gab.
Auf der Karte von Cassini 1750 ist die Gemeinde als Cáro eingetragen, während der Französischen Revolution 1793 und während des Französischen Konsulats acht Jahre später als Caro.

### Einwohnerentwicklung
Nach einem Höchststand von über 300 Einwohnern in der Zählung von 1836 ist die Einwohnerzahl bei kurzen Phasen von Stabilisierungen bis zu den 1970er Jahren um insgesamt über 60 Prozent auf einen bisherigen Tiefststand von 122 Einwohnern zurückgegangen. Seitdem hat sie sich stabilisiert und steigt wieder an.
| Jahr      | 1962 | 1968 | 1975 | 1982 | 1990 | 1999 | 2006 | 2009 | 2022 |
| --------- | ---- | ---- | ---- | ---- | ---- | ---- | ---- | ---- | ---- |
| Einwohner | 170  | 140  | 122  | 134  | 145  | 147  | 184  | 188  | 174  |

## Sehenswürdigkeiten
- Ortskirche, gewidmet Martin von Tours. Das Jahr 1251 der Erwähnung der Ortskirche lässt deren Errichtung im Mittelalter zuordnen. Ende des 16. oder Anfang des 17. Jahrhunderts fand vermutlich eine Restaurierung statt, bei dem der westliche Eingang eingerichtet sein könnte. Weitere Restaurierungen fanden im 19. und im 20. Jahrhundert statt. Das Langhaus beherbergt ein Kirchenschiff und ist mit einer flachen Apsis abgeschlossen, an der die Sakristei angebaut ist. An der Südseite führt eine gerade Treppe aus Sandstein zu den Emporen im Innern. Der Glockengiebel besitzt zwei Öffnungen, von denen eine zugemauert ist.[3]

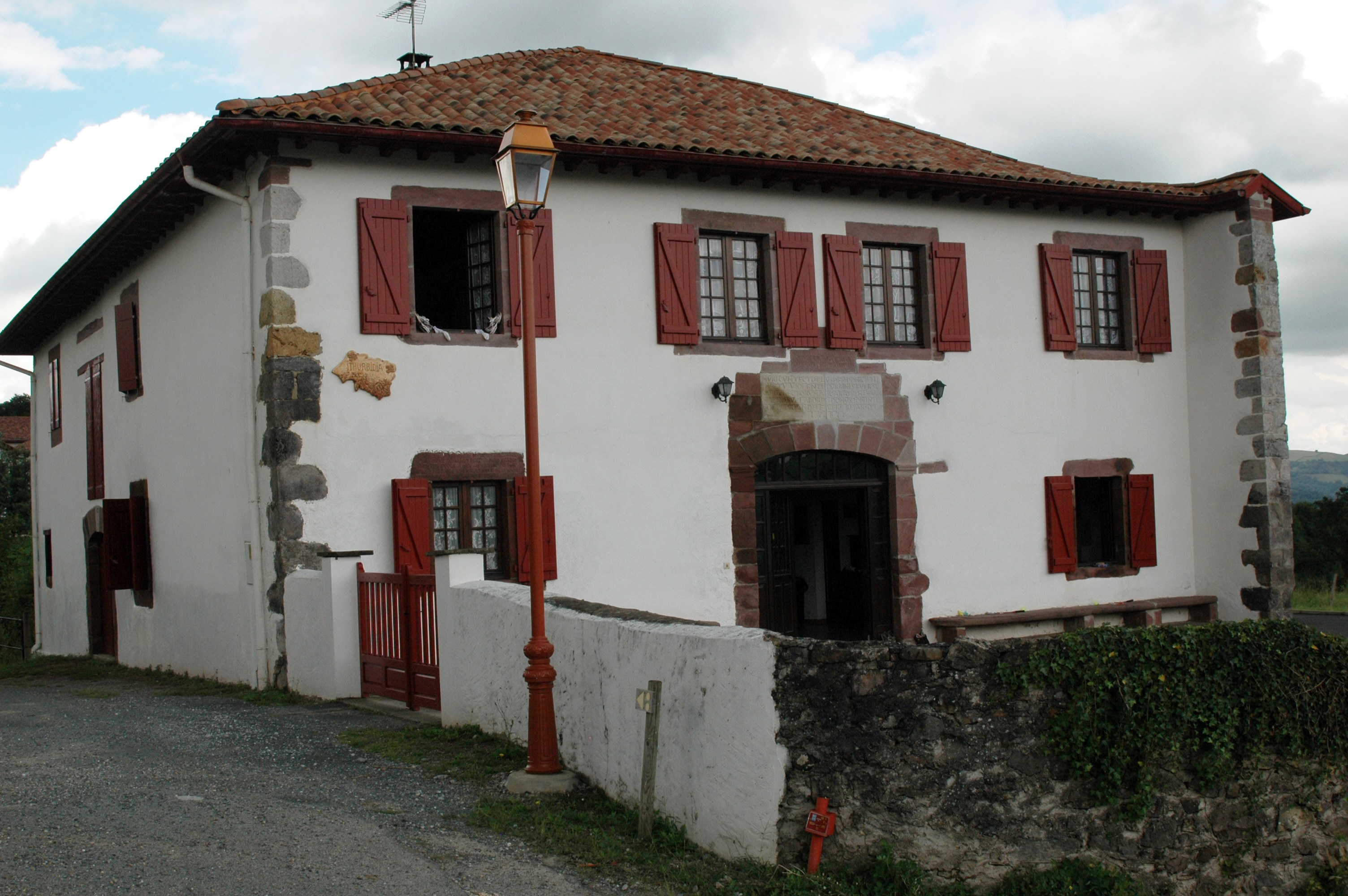
Bauernhof Etxezaharra in Caro

- Bauernhof Etxezaharra, charakteristisch für baskische Bauernhöfe. Das Datum seiner Errichtung ist unbekannt, jedoch gilt das Jahr 1723 für eine Renovierung und das Jahr 1758 für einen Umbau, wie zwei Inschriften über dem Sturz eines Fensters belegen. Die Eingangstür in Rundbogenform bildet zusammen mit dem darüber liegenden Fenster die Form einer Flasche. Der Bauernhof ist typischerweise rund um einen eskaratz, eine Diele, von der alle anderen Zimmer zugänglich sind. Wie das Hauptgebäude, so hat auch der Stall im hinteren Teil des Bauernhofs einen Dachboden, bei diesem für die Lagerung des Heus.[9]

„Flaschen“-Eingänge in Caro
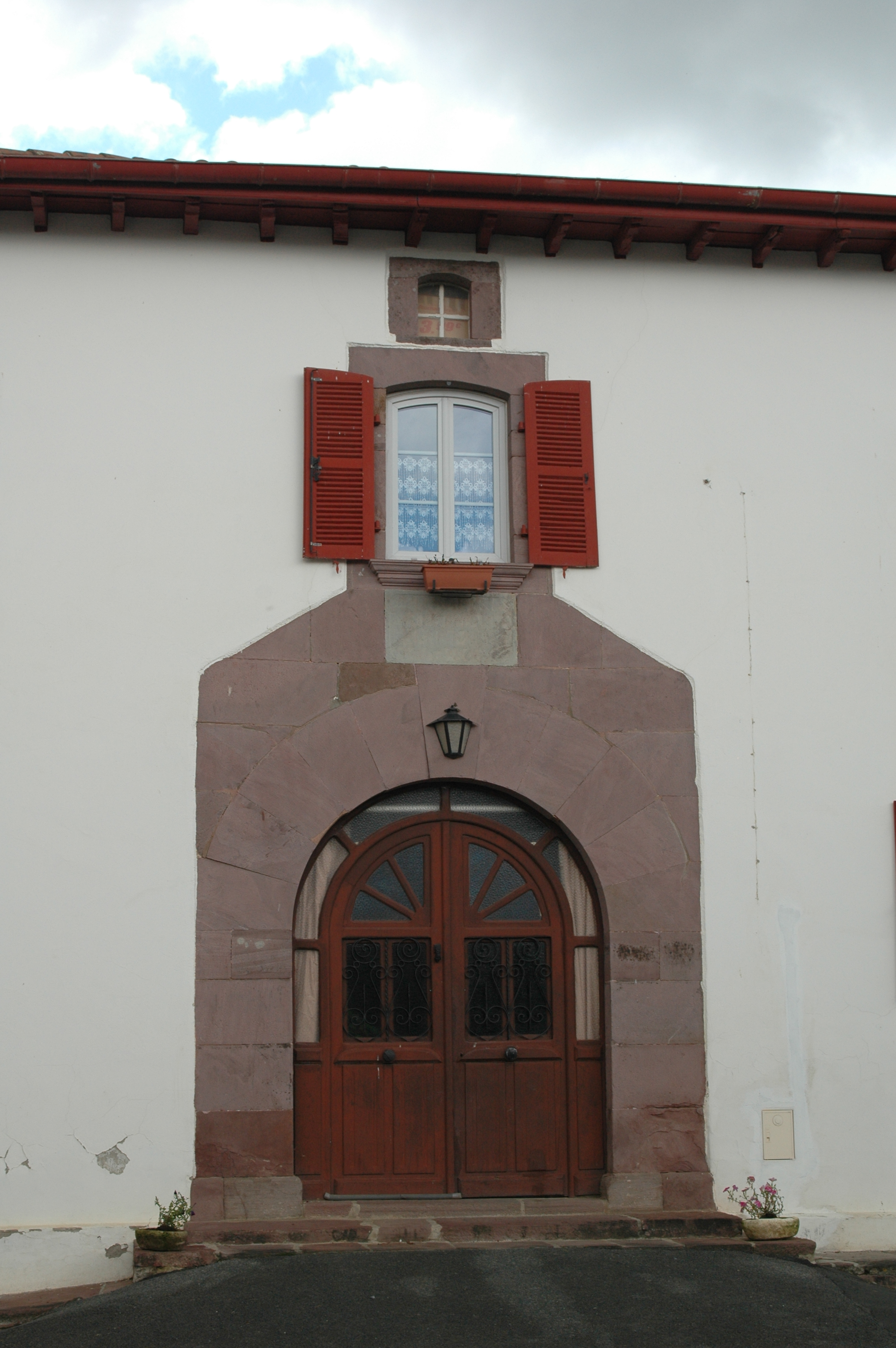
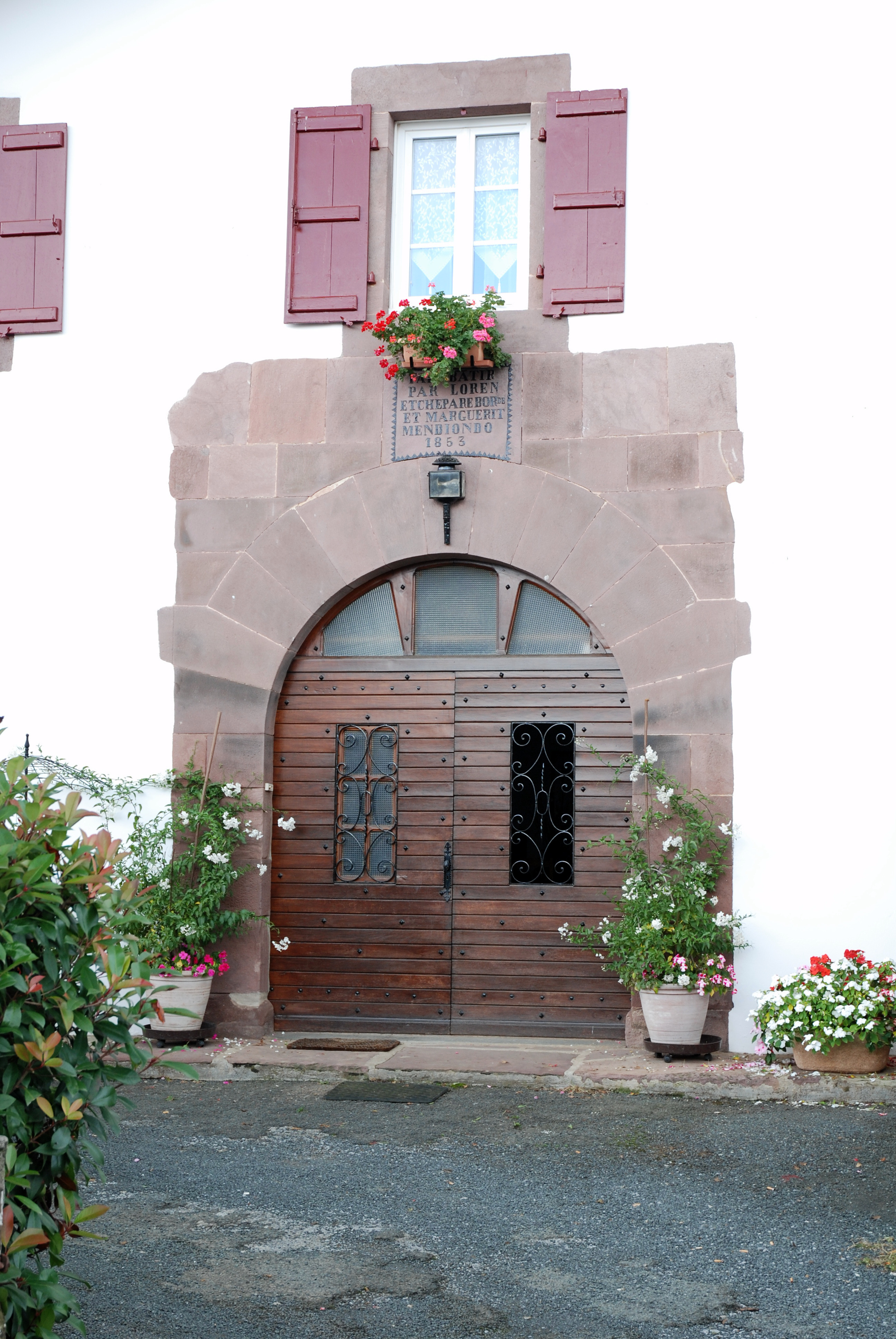
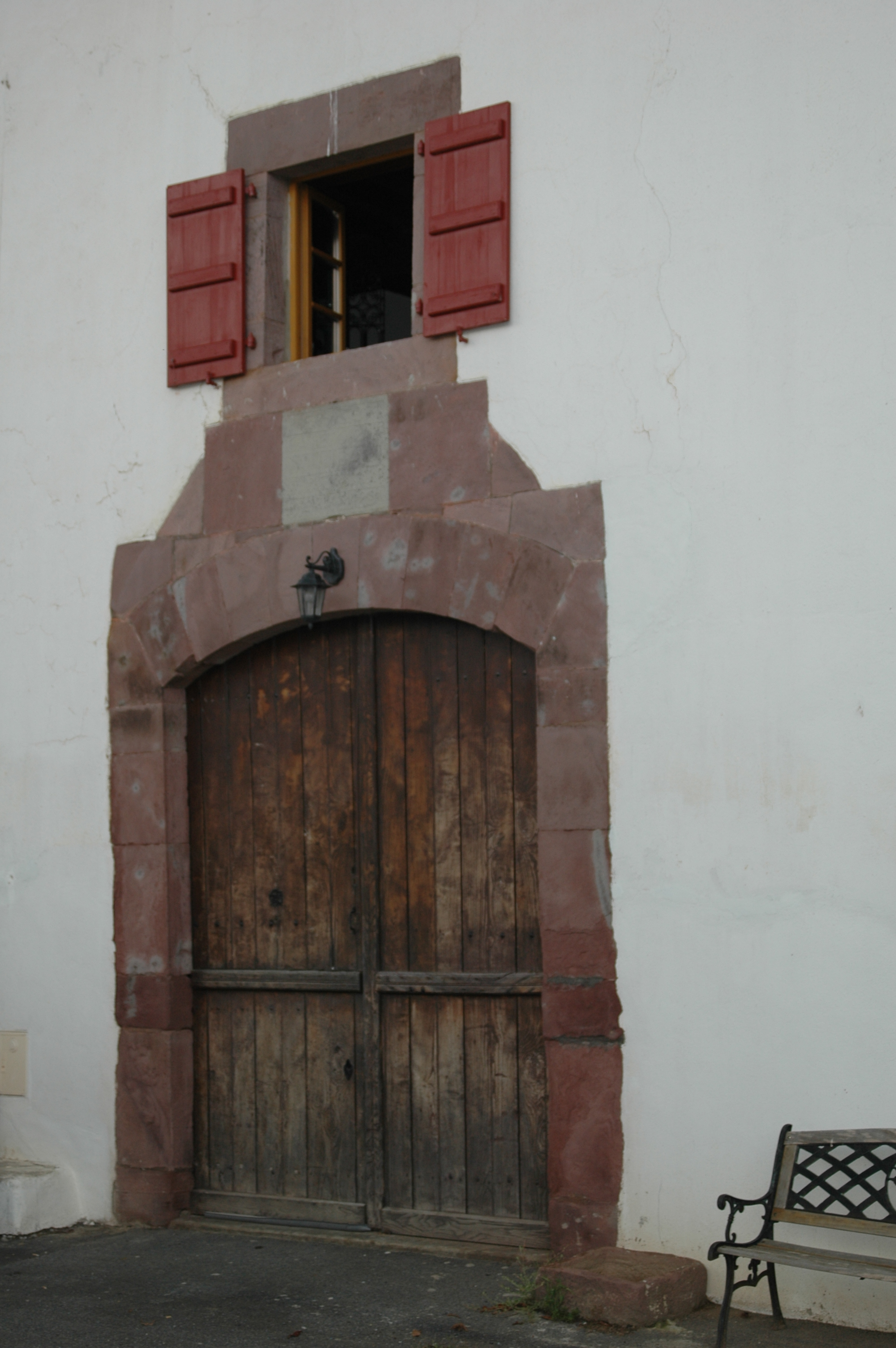

## Wirtschaft und Infrastruktur

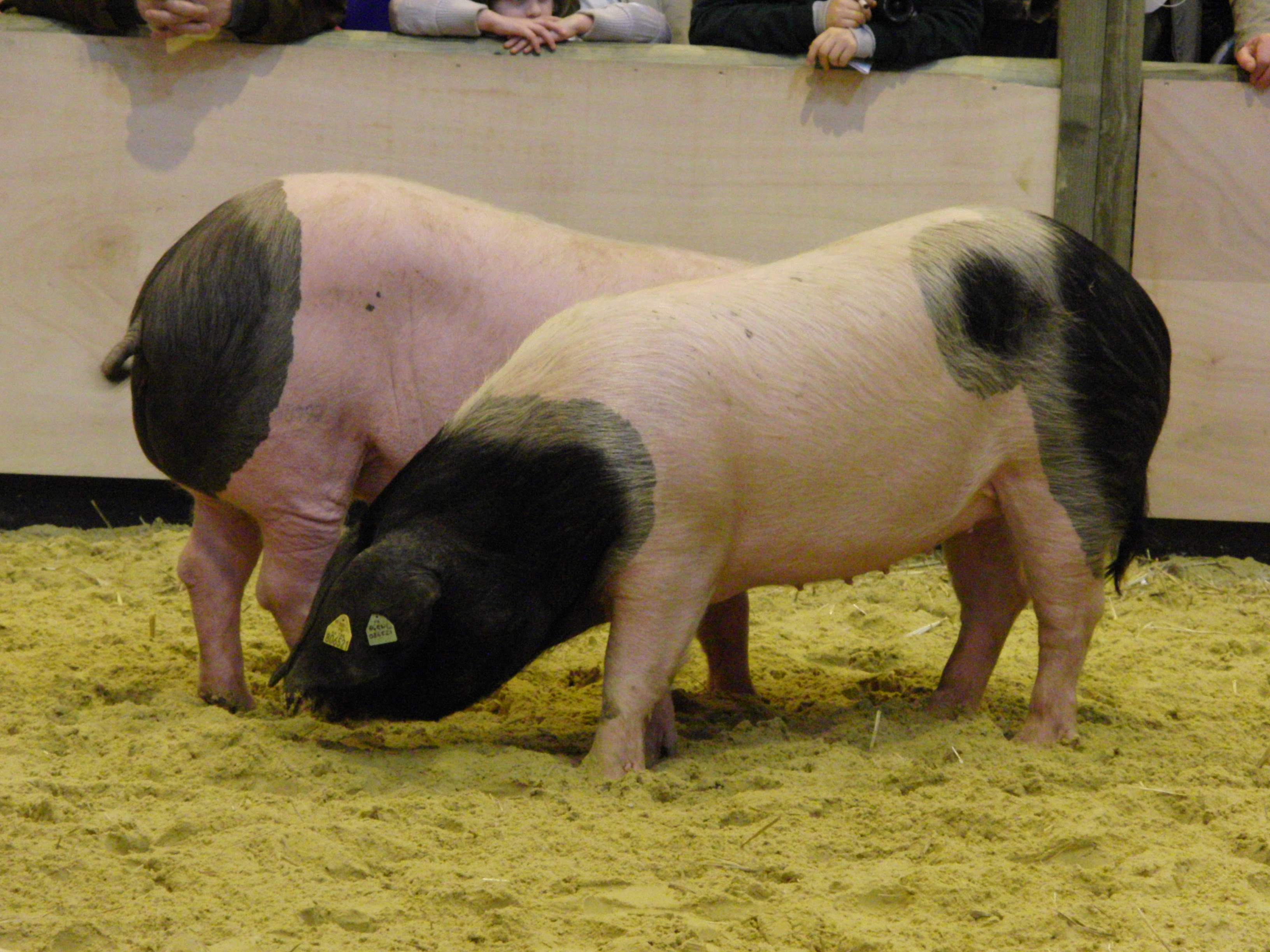
Pie noir

Die Landwirtschaft ist traditionell eine der wichtigsten Wirtschaftsfaktoren der Gemeinde. Es werden Rinder-, Schaf- und Schweinezucht betrieben. Daneben erfährt der Tourismus eine wachsende Bedeutung.
Caro liegt in den Zonen AOC des Ossau-Iraty, ein traditionell hergestellter Schnittkäse aus Schafmilch, sowie der Schweinerasse und des Schinkens Kintoa.

### Sport
Der Fernwanderweg GR 10 von Hendaye am Atlantik nach Banyuls-sur-Mer am Mittelmeer führt über 850 km entlang des Pyrenäenkamms und auf diesem Weg auch durch die Gemeinde.

### Verkehr
Çaro wird durchquert von der Route départementale 401.